# Order „Za służbę Ojczyźnie w Siłach Zbrojnych ZSRR”
Order „Za służbę Ojczyźnie w Siłach Zbrojnych ZSRR” (ros. Орден "За службу Родине в Вооружённых Силах СССР) – radziecki order wojskowy. Ustanowiony dekretem Prezydium Rady Najwyższej ZSRR z 28 października 1974 roku.

## Statut orderu
Order jest nadawany w żołnierzom Armii Radzieckiej i Marynarki Wojennej, wojsk pogranicznych oraz wojsk wewnętrznych:
- za wybitne osiągnięcia w podnoszeniu gotowości bojowej oraz opanowaniu techniki wojskowej,
- za wzorowe wykonywanie rozkazów przełożonych,
- za odwagę i męstwo przejawione podczas wypełniania żołnierskich obowiązków,
- za inne wybitne zasługi dla ojczyzny podczas pełnienia służby w Siłach Zbrojnych ZSRR.

Order jest odznaczeniem trzyklasowym. Najwyższy jest order I klasy. Odznaczanie odbywa się w kolejności, począwszy od III klasy.

## Nadania
Orderem „Za Służbę Ojczyźnie w Siłach Zbrojnych ZSRR” po raz pierwszy nagrodzono żołnierzy 17 lutego 1975 w przeddzień święta Armii Radzieckiej i Marynarki Wojennej. Odznaki orderu III klasy były wręczone wówczas dużej grupie oficerów, generałów i admirałów za wybitne osiągnięcia w służbie wojskowej, podnoszenie gotowości bojowej wojsk oraz opanowanie techniki wojskowej.
Orderem II klasy po raz pierwszy był odznaczony generał porucznik Iwan Winogradow „za zasługi dla Armii Radzieckiej oraz w związku z 70-tą rocznicą urodzin”.
Pierwsi kawalerowie wszystkich trzech klas orderu pojawili się w 1982 roku, kiedy to order I klasy otrzymali: generał pułkownik Iwan Zawiałow, generał porucznik Iwan Kołodiażny, generał major Wasilij Szczerbakow oraz komandor Wasilij Poroszin.
Ogółem do końca 1991 roku, kiedy to zaprzestano nadawania orderów - orderem III klasy odznaczono 69 576 żołnierzy, orderem II klasy – 589 osób, a orderem I klasy – tylko 13 osób. Tym samym Order „Za służbę Ojczyźnie w Siłach Zbrojnych ZSRR” I klasy był najrzadziej nadawanym orderem w historii odznaczeń ZSRR.

## Opis odznaki orderu
Odznaka orderu I klasy przedstawia dwie skrzyżowane ze sobą czteroramienne gwiazdy. Wierzchnia gwiazda wykonana jest z pozłacanego srebra i przedstawia rozchodzące się promienie. W centralnej części tej gwiazdy znajduje się pięcioramienna pozłacana gwiazdka w srebrnym laurowym wieńcu, okolona kręgiem z białej emalii z napisem złotymi literami: За службу Родине в ВС СССР (Za służbę Ojczyźnie w Siłach Zbrojnych ZSRR) oraz z wizerunkiem sierpa i młota. Brzegi tego kręgu są pozłacane. Czteroramienna gwiazda znajdująca się na spodzie odznaki jest wykonana ze srebra, pokryta niebieską emalią, brzegi gwiazdy są pozłacane. Na gwiazdę tę są nałożone dwa skrzyżowane wizerunki rakiet z oksydowanego srebra.
Odznaka orderu II klasy różni się od odznaki I klasy tylko tym, że wierzchnia czteroramienna srebrna gwiazda nie jest pozłacana. Złotem pokryta jest tylko pięcioramienna gwiazdka.
Odznaka orderu III klasy jest wykonana w całości ze srebra.
Order noszony jest na prawej piersi. Jest mocowany do munduru przy pomocy śruby z nakrętką. Na mundurze wyjściowym są noszone baretki w kolorze niebieskim z żółtymi paskami pośrodku. Baretka orderu I klasy ma jeden żółty pasek o szerokości 6 mm, baretka orderu II klasy - dwa paski o szerokości 3 mm, baretka orderu III klasy – trzy paski o szerokości 2 mm. 
| Baretki orderu | Baretki orderu | Baretki orderu |
| -------------- | -------------- | -------------- |
| I klasa        | II klasa       | III klasa      |